# اوناش اوگالده
اوناش اوگالده (باسکی: Unax Ugalde؛ ‏زاده ۲۷ نوامبر ۱۹۷۸) بازیگر اسپانیایی است.
از فیلم‌های معروف او می‌توان به فیلم‌های شراب کهنه، اشباح گویا، آلاتریست و وقار وحشی اشاره کرد.